# Antingham
Antingham é uma vila e freguesia no distrito de North Norfolk em Norfolk, Inglaterra, cerca de 17,6 milhas (28,3 km) de Norwich. A paróquia tem uma área de 715 hectares e uma população de 567 pelo censo de 2001

## Transporte
A via principal é a A149, que vai de North Walsham até Cromer.

### Aeroporto
O Aeroporto Norwich está localizado 17,4 milhas (28,0 km) sul da povoado e oferece ligações aéreas directas entre o Reino Unido e a Europa.

## Igreja
A igreja de Antingham, denominada "São Marie" e São Margret  (Saint Mary’s and Saint Margret’s) 
.